# David Leland (Schauspieler, 1932)
David Louis Leland (* 6. Januar 1932 in Alassio, Italien; † 7. November 1948 in Los Angeles, USA) war ein Schauspieler und Kinderstar.

## Leben
Lelands Eltern waren der wohlhabende US-Amerikaner Louis F. Leland (* 1879 † 30. Juni 1963 in Los Angeles) und die in England geborene Helena M. Leonard (* 1901/1902 † 21. Januar 1989 in Orange, Kalifornien). Die Leland Familie besaß die Villa Chiays in Alassio, wo David Leland zusammen mit seinen Geschwistern und seinen Eltern lebte. Leland hatte zwei leibliche Schwestern und zwei bereits erwachsene Stiefgeschwister aus der ersten Ehe seines Vaters.
Er zog mit seiner Familie 1941 oder 1942 im Alter von neun oder zehn Jahren in die USA. Nachdem er zuvor bereits im Film The Hour Before the Dawn gespielt hatte, wurde Leland als „König Christopher“ in dem Laurel-und-Hardy-Film Die Leibköche seiner Majestät aus dem Jahr 1944 bekannt. Anschließend drehte er allerdings nur noch einen weiteren Film.
Am 30. September 1948 wurde der damals 16-jährige wegen akuter Blinddarmentzündung in Verbindung mit einer eitrigen Bauchfellentzündung ins kalifornische Burbank Hospital eingeliefert und wurde am 12. Oktober 1948 operiert. Am 7. November 1948 gegen 1:30 Uhr starb Leland an einer Sepsis ausgelöst durch ein Lungenemphysem, multiplen Abszessen und einer Lungenentzündung. Beigesetzt wurde David Louis Leland im Forest Lawn Memorial Park in Glendale, Kalifornien.

## Filmografie
- 1944: The Hour Before the Dawn
- 1944: Die Leibköche seiner Majestät (Nothing but Trouble)
- 1945: Der Schlitzer von London (Hangover Square)